# 西郊街道 (梅州市)
西郊街道是中国广东省梅州市梅江区下辖的一个街道，由原西郊镇和城西街道撤消合并成立。位于梅州城区西部，总面积为6.24平方公里，常住居民人口为3.8万人，下辖7个社区和5个村，2005年全街道工农总产值25862万元。

## 行政区划
- 社区：三角塘社区、马石社区、黄泥墩社区、长巷社区、程江社区、月影塘社区、更楼下社区。
- 村：西郊村、寨中村、黄塘村、西区村、桃西村。